# Rómulo Gusmao Costa
Rómulo Gusmao Costa (Brasilia, 1 de octubre de 1995) es un baloncestista brasilero que se desempeña como pívot.

## Trayectoria

### Clubes
| Club                    | País      | Año             |
| ----------------------- | --------- | --------------- |
| Uniceub                 | Brasil    | 2015 - 2016     |
| Ferro                   | Argentina | 2016 - 2019     |
| Argentino de Junín      | Argentina | 2019 - 2020     |
| Ferro                   | Argentina | 2020 - 2021     |
| Cerrado                 | Brasil    | 2021 - 2022     |
| Olivol Mundial          | Uruguay   | 2022            |
| Fortaleza B.C. Cearense | Brasil    | 2022 - 2023     |
| Cruzeiro Basquete       | Brasil    | 2023 - 2024     |
| Hispano Americano       | Argentina | 2024 - 2025     |
| Regional Temuco         | Chile     | 2025            |
| Villa San Martín        | Argentina | 2025 - Presente |

## Estadísticas

### Totales
- Actualizado hasta el 18 de diciembre de 2017.

| Club             | Temporada | Liga  | PJ | MIN  | PTS | 2PM | 2PL | 3PM | 3PL | 1PM | 1PL | RO | RD | RT | ASI | ROB | BLO | FAL |
| ---------------- | --------- | ----- | -- | ---- | --- | --- | --- | --- | --- | --- | --- | -- | -- | -- | --- | --- | --- | --- |
| Uniceub · Brasil | 2015-2016 | NBB   | 3  | 7    | 2   | 1   | 3   | 0   | 0   | 0   | 0   | 1  | 2  | 3  | 0   | 0   | 0   | 1   |
| Uniceub · Brasil | Total     | Total | 3  | 7    | 2   | 1   | 3   | 0   | 0   | 0   | 0   | 1  | 2  | 3  | 0   | 0   | 0   | 1   |
| Ferro Argentina  | 2016-2017 | LNB   | 0  | 0    | 0   | 0   | 0   | 0   | 0   | 0   | 0   | 0  | 0  | 0  | 0   | 0   | 0   | 0   |
| Ferro Argentina  | 2017-2018 | LNB   | 3  | 22,2 | 8   | 3   | 5   | 0   | 0   | 2   | 4   | 2  | 2  | 4  | 0   | 1   | 0   | 4   |
| Ferro Argentina  | Total     | Total | 3  | 22,2 | 8   | 3   | 5   | 0   | 0   | 2   | 4   | 2  | 2  | 4  | 0   | 1   | 0   | 4   |
| Total            | Total     | Total | 6  | 29,2 | 10  | 4   | 8   | 0   | 0   | 2   | 4   | 3  | 4  | 7  | 0   | 1   | 0   | 5   |

### Promedio
- Actualizado hasta el 18 de diciembre de 2017.

| Club             | Temporada | Liga  | PJ | MPP | PPP  | 2P% | 3P% | 1P% | RO   | RD   | RT   | ASI | ROB  | BLO | FAL  |
| ---------------- | --------- | ----- | -- | --- | ---- | --- | --- | --- | ---- | ---- | ---- | --- | ---- | --- | ---- |
| Uniceub · Brasil | 2015-2016 | NBB   | 3  | 2,3 | 0,67 | 33% | 0%  | 0%  | 0,33 | 0,67 | 1    | 0   | 0    | 0   | 0,33 |
| Uniceub · Brasil | Total     | Total | 3  | 2,3 | 0,67 | 33% | 0%  | 0%  | 0,33 | 0,67 | 1    | 0   | 0    | 0   | 0,33 |
| Ferro Argentina  | 2016-2017 | LNB   | 0  | 0   | 0    | 0%  | 0%  | 0%  | 0    | 0    | 0    | 0   | 0    | 0   | 0    |
| Ferro Argentina  | 2017-2018 | LNB   | 3  | 7,4 | 2,67 | 60% | 0%  | 0%  | 0,67 | 0,67 | 1,33 | 0   | 0,33 | 0   | 1,33 |
| Ferro Argentina  | Total     | Total | 3  | 7,4 | 2,67 | 60% | 0%  | 50% | 0,67 | 0,67 | 1,33 | 0   | 0,33 | 0   | 1,33 |
| Total            | Total     | Total | 6  | 4,8 | 1,6  | 50% | 0%  | 50% | 0,5  | 0,66 | 1,16 | 0   | 0,16 | 0   | 0,83 |